# Mazatán (kommun i Mexiko, Sonora, lat 28,98, long -110,15)
Mazatán är en kommun i Mexiko.   Den ligger i delstaten Sonora, i den nordvästra delen av landet, 1 500 km nordväst om huvudstaden Mexico City.
Följande samhällen finns i Mazatán:
- Mazatán